# 伝達関数 (撮像)
本項では写真やビデオで使用される伝達関数（Transfer function）について説明する。これは電気信号、シーンの光、ディスプレイの光の関係性を表すものである。

## 定義
光電伝達関数（OETF）はシーンの光を入力として、画像またはビデオ信号を出力として変換する伝達関数である。これは、通常はカメラ内部で行われる。
電気光伝達関数（EOTF）は画像ないしビデオ信号を入力し、それをディスプレイの線形の光出力に変換する伝達関数である。これは、通常はディスプレイデバイス内部で行われる。
光光伝達関数（OOTF）はシーンの光を入力とし、表示光を出力とする伝達関数である。これはOETFとEOTFの結果であり、通常は非線形である。

## 伝達関数の一覧

### 線形
- RAW画像
- 一部のOETFおよびEOTFは、非線形部分につながる暗部に線形を有する（例：sRGB、Rec. 709[2]およびRec.1886[3]）。

### ガンマ
- Rec. 601、Rec. 709およびRec. 2020：ITU-R勧告BT.601、BT.709およびBT.2020はそれぞれSDTV[4]、HDTV[2]およびUHDTV describe the reference OETF of respectively SD-TV[5]のリファレンスOETFについて説明している。これらはガンマ曲線に基づく同一のOETFであり、SDRテレビで使用される[4][2][5]
- Rec. 1886：ITU-R勧告BT.1886は、標準ダイナミックレンジテレビ（SDR）のリファレンスEOTFである[3]。
- sRGB：sRGBはガンマ曲線に基づいて伝達関数を定義し、モニター、プリンター、Webで使用される。sRGBはIEC 61966-2-1:1999として標準化されている[6]。

### 対数
- S-Log：ソニーによって、デジタルカメラの撮影ダイナミックレンジを増大させるために開発された[7]。
- Canon Log：キヤノンによって、デジタルカメラの撮影ダイナミックレンジを増大させるために開発された[8]

### HDR
これらの伝達関数はHDR表示を可能にするために開発された：
- 知覚量子化器：PQはドルビーによってHDRのために開発され、 最大10,000 cd/m2の輝度の表示を可能とする。Rec. 2100[9]およびSMPTE ST 2084で標準化された[10]。
- ハイブリッド・ログ＝ガンマ：HLGはNHKおよびBBCによってHDRのために、SDRディスプレイとの下位互換性を提供するために開発された。HLGは信号値の下半分はガンマ曲線を用い、信号値の上半分は対数曲線を用いる[11][12]。Rec. 2100で標準化された[9]。